# 巴塔博
巴塔博（英語：Batab），玛雅基层社会组织头目名称。在古代玛雅社会中，负责管理土地以及相关事务。从而组织会议协调各种人物以促进基层社会有序运作，具有重要地影响与积极意义。

## 扩展阅读
- TRADITIONS OF CASTE AND CHIEFTAINSHIP AMONG THE MAYA, "Mayan Traditions （页面存档备份，存于）"
- The Ancient Maya, By Robert J. Sharer, "Google Books"